# クオールホールディングス
クオールホールディングス株式会社（英: Qol Holdings Co., Ltd.）は、調剤薬局の運営および医薬品の販売を行うクオール株式会社を前身としたホールディングカンパニー。
2018年10月に持株体制に移行し、クオール株式会社からクオールホールディングス株式会社へ商号を変更した。これに伴い調剤薬局運営事業を行っていた部門を分割し、クオール株式会社として立ち上げている。

## 概要
1992年創業。調剤薬局事業を中心として会社経営しており、医薬分業を契機として医療機関とのマンツーマン出店を基本とした「クオール薬局」を全国各地に展開している 。調剤薬局事業の売り上げとしては2018年時点でアインホールディングス、日本調剤に次ぐ第3位。エリア出店戦略を加速させつつ、コンビニエンスストアの利便性と薬局の専門性の融合を目的として2008年にはローソンと業務提携を行い、調剤薬局事業の新しい形を模索している。また、ローソンと業務提携していることを活用し、一部の店舗を病院内の売店としてローソンの屋号で運営している。当社は調剤薬局業が本業であるため、路面店で展開しているローソン（多くがナチュラルローソン）では調剤薬局併設店として営業しているが、病院内店舗のローソンは病院内に所在する店舗という特性上、路面展開している店舗と違って調剤業や市販薬の販売は行なえない。そのため、調剤および市販薬の販売に代わる事業として、医療用品の取り扱いを充実させた病院内店舗ならではの品揃えに注力している。
アポプラスステーション株式会社を子会社化したことによりBPO事業も展開しており、製薬企業や医療関係者に対して薬剤師、看護士、管理栄養士、医療品販売員の派遣紹介事業を行っている。また2007年には第一製薬の子会社であった第一メディカル株式会社（現・メディカルクオール）を株式譲渡により取得し、医薬情報資材の製作や医薬情報書籍、雑誌の出版事業を展開している。
社名である「クオール」の由来は、「クオリティオブライフ（Quality of Life）」の頭文字（QOL）から命名された。
クオール薬局としては2020年5月時点で全国811店舗が運営されている。

## 沿革
3歳の時に満州で終戦を迎えた中村勝は、引き揚げ船に乗って母と共に日本に帰国し、母の実家である呉服商で幼少期を過ごした。京都外国語大学を卒業し、医療品卸業の中川安に就職して営業部門を担当した。1992年、50歳の時に上司との諍いをきっかけとして退社し、医薬分業の制度開始とともに病院の側で調剤薬局の運営を行うことをビジネスチャンスと捉え、1992年10月13日、クオール株式会社を設立した。以下の会社沿革について特に断りが無いものはクオールホールディングスの公式サイトを元に記述した。
- 1992年10月 - 医薬品卸業を行っていた中川安を退社した中村勝がクオール株式会社を設立[14]。
- 2006年4月 - 大阪証券取引所（現・JASDAQ）に株式を上場する。
- 2007年
  - 1月 - 第一製薬の子会社、第一メディカル株式会社を株式譲渡により取得し、100%子会社化。商号をメディカルクオール株式会社に変更[12]。
  - 10月 - 株式会社エーベルを吸収合併する。
- 2009年2月 - 特例子会社クオールアシスト株式会社を設立する。
- 2010年6月 - 本社機能を東京都新宿区四谷から東京都港区虎ノ門へ移転する。
- 2011年12月 - 東京証券取引所に二部上場する。
- 2012年
  - 10月 - アポプラスステーション株式会社を100%子会社化。
  - 12月 - 東京証券取引所に一部上場する。
- 2013年
  - 4月 - 会社分割により中間持株会社・クオールSDホールディングス株式会社を設立する。株式会社アルファームを100%子会社化。
  - 8月 - 株式会社レークメディカルを100%子会社化。
- 2014年10月 - 株式会社セントフォローカンパニーを100%子会社化。
- 2016年10月 - 株式会社共栄堂を100%子会社化。クオールSDホールディングスを吸収合併する。
- 2017年7月 - 株式会社レークメディカル、株式会社セントフォローカンパニーを吸収合併する。
- 2018年10月 - クオールホールディングス株式会社に商号変更する。会社分割により調剤薬局事業部門をクオール株式会社に継承する。

## グループ企業
クオールグループ関連企業を以下に示す。

### 保険薬局事業
- クオール株式会社
- 琉球クオール株式会社
- 株式会社アルファーム
- 株式会社フクシメディカル
- 株式会社共栄堂
- 株式会社ファルマスター
- 株式会社ニチホス
- 株式会社ナチュラルライフ
- 北陸クオール株式会社
- 株式会社セラ・メディック
- 有限会社ケーアイ調剤薬局（川内）
- 有限会社ケーアイ調剤薬局（船津）
- 北摂調剤株式会社
- 株式会社パワーファーマシー
- 有限会社アート
- 有限会社エイエムメディカル
- はらいがわ調剤薬局有限会社

### 医薬品製造販売事業
- 第一三共エスファ株式会社 - 後発医薬品の企画販売
- 藤永製薬株式会社

### MR派遣事業
- アポプラスステーション株式会社 - 医療業界向けCSO事業、CRO事業の展開

### 医療系人材紹介派遣事業
- アポプラスキャリア株式会社 - 医療医薬専門 人材紹介・派遣事業、事業承継コンサルティング事業、健康経営コンサルティング事業

### 出版関連事業
- メディカルクオール株式会社 - 各種医薬情報資材の企画、編集、制作及び出版

### その他事業
- クオールアシスト株式会社 - グループ内業務代行
- 株式会社厚生会 - 損害保険代理業務、生命保険代理業務、医療機関を対象とした医療事務の受託等

## 提供番組
- 木曜劇場（フジテレビ）『アンサング・シンデレラ』- クオール薬局名義

上記ドラマとのコラボレーションによるインフォマーシャルを西野七瀬と金澤美穂出演で放送